# Place de l'Assemblée-Nationale
La place de l'Assemblée-Nationale est un lieu public devant l'hôtel du Parlement du Québec à Québec.
La partie à l'est de l'avenue Honoré-Mercier est gérée par la Commission de la capitale nationale du Québec.
À l'ouest de l'avenue Honoré-Mercier, on se trouve dans les terrains du Parlement.

## La partie Est
La partie à l'est de l'avenue Honoré-Mercier a été aménagée de 1970 à 1972, lors de la construction du stationnement D'Youville.
En 1998, la Commission de la capitale nationale a entrepris d'importants travaux de réaménagement visant à faire de cet espace une grande place urbaine conçue pour accueillir des manifestations politiques et culturelles. Chaque année, le Palais de glace du Carnaval de Québec y est érigé.
En été, une scène est montée où se produisent des événements culturels.
Depuis 2022, le Festival d'été de Québec y installe une scène pour des spectacles gratuits.
Plusieurs monuments enrichissent l'endroit dont la Fontaine de Tourny, offerte par Peter Simons, directeur de La Maison Simons, à l'occasion du 400e anniversaire de Québec. Le monument de François-Xavier Garneau, réalisé en 1912. Le monument Louis-Hippolyte La Fontaine en 2003 et le monument de Gandhi, dévoilé le 2 novembre 2006, au pied de la porte Saint-Louis.

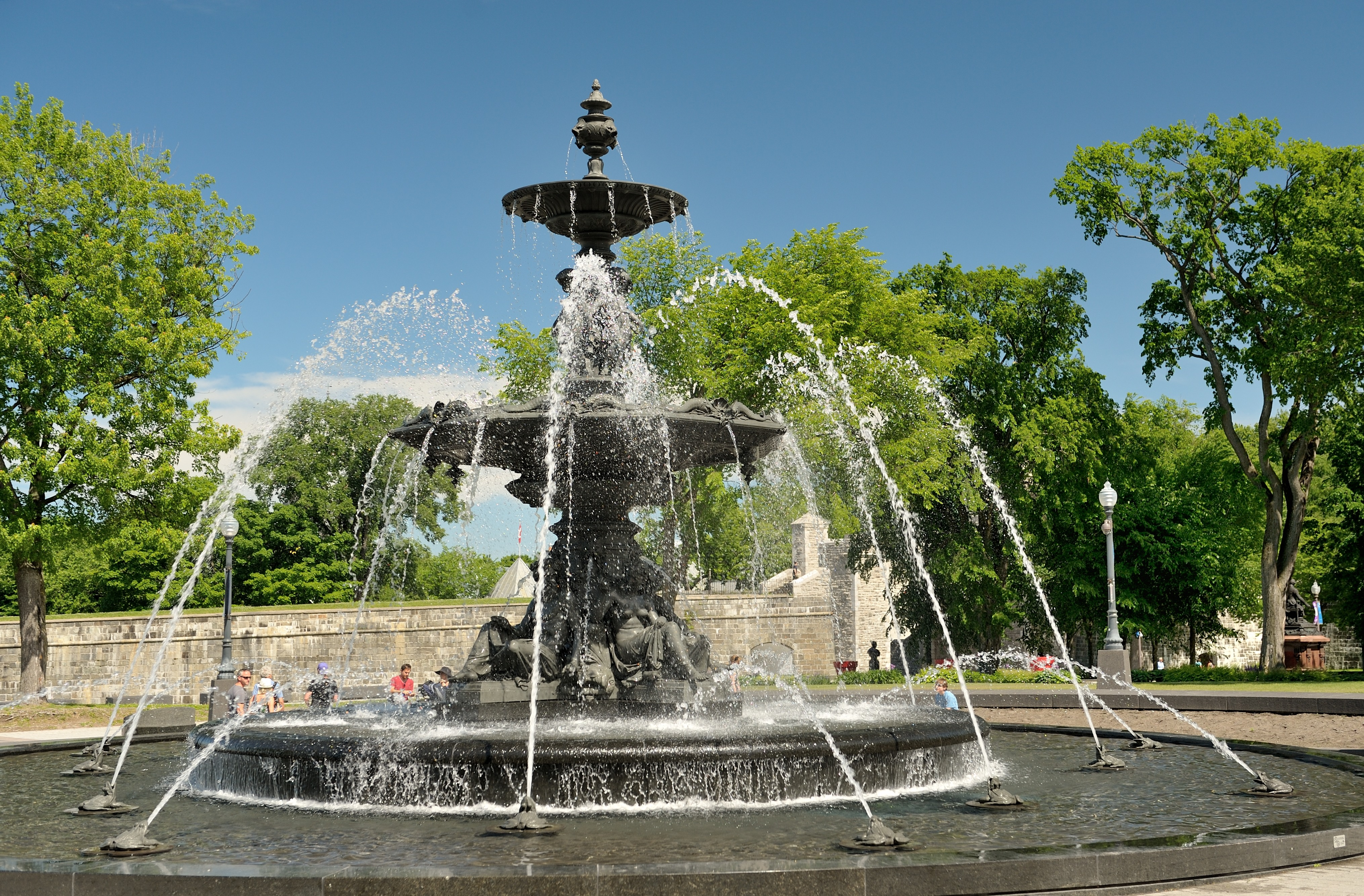
Fontaine de Tourny
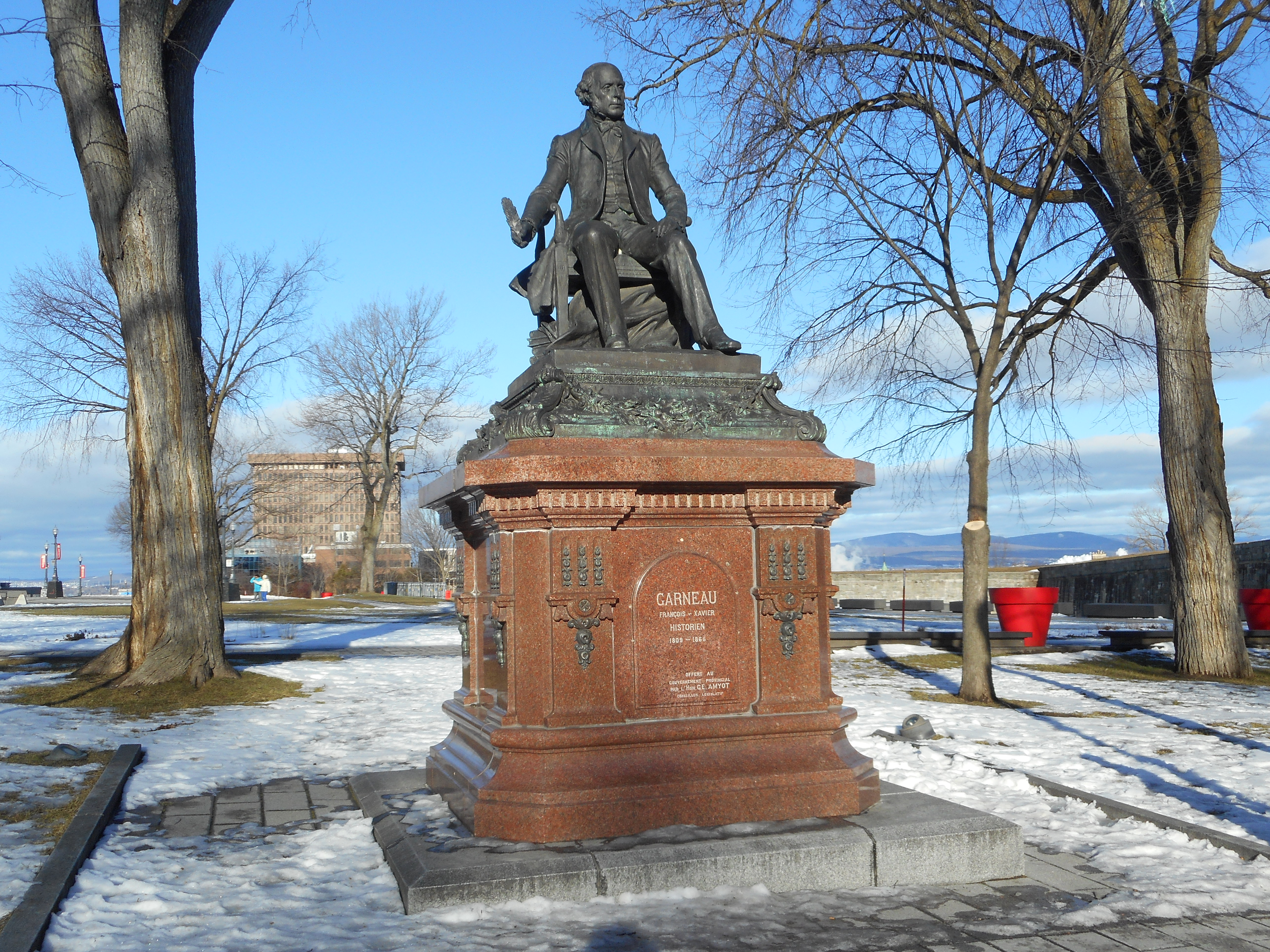
François-Xavier-Garneau
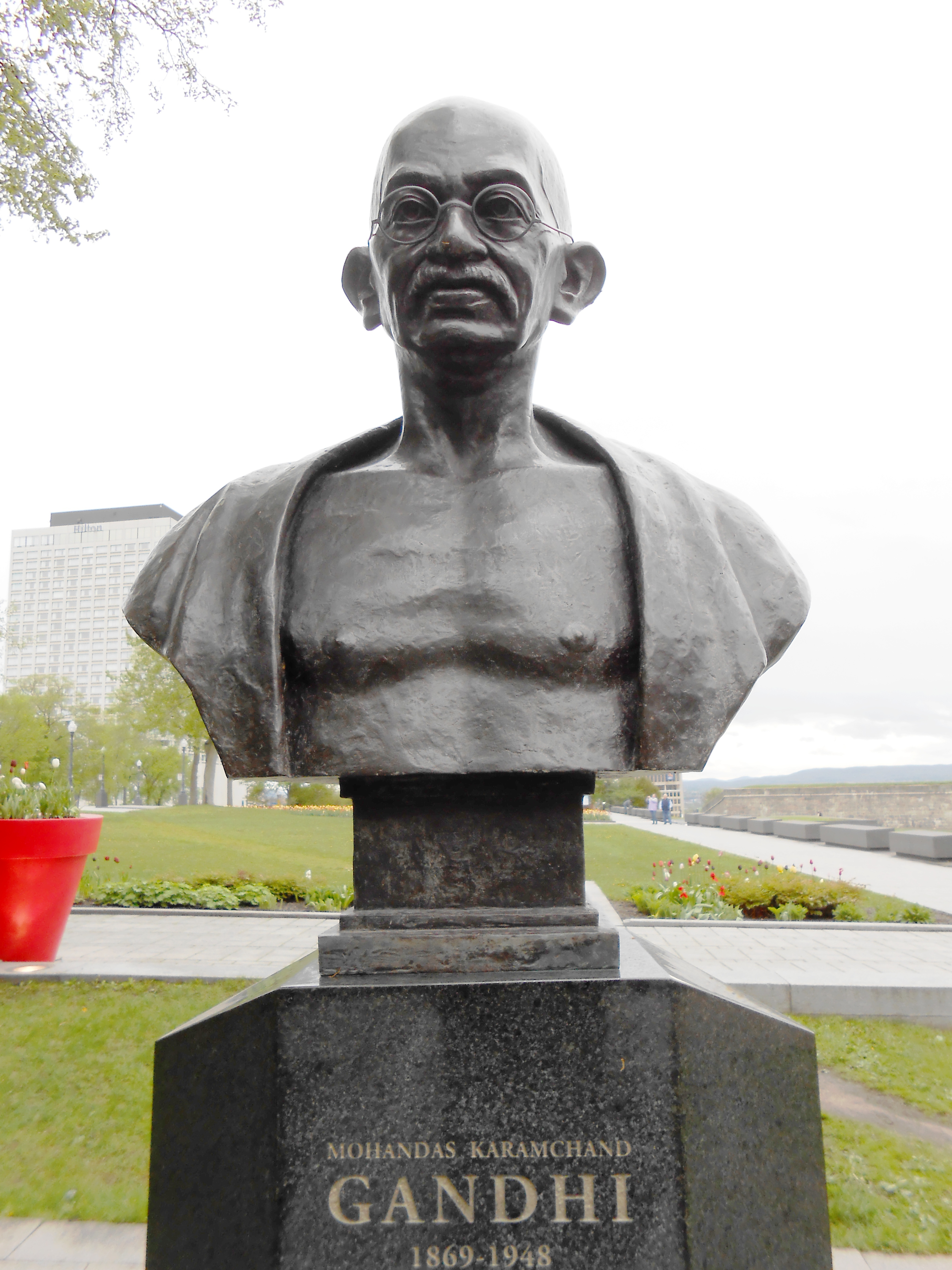
Gandhi

## La partie Ouest
Sur la partie située à l'ouest de l'avenue Honoré-Mercier, donc sur les terrains de l'Hôtel du Parlement du Québec, le gouvernement, a confié, à partir de 1986, à des spécialistes en horticulture de l'Université Laval, l'aménagement des Jardins de l'Assemblée. Les arbres et plantes ornementales se mêlent aux monuments dont plusieurs ont été érigés en l'honneur d'anciens Premiers ministres.

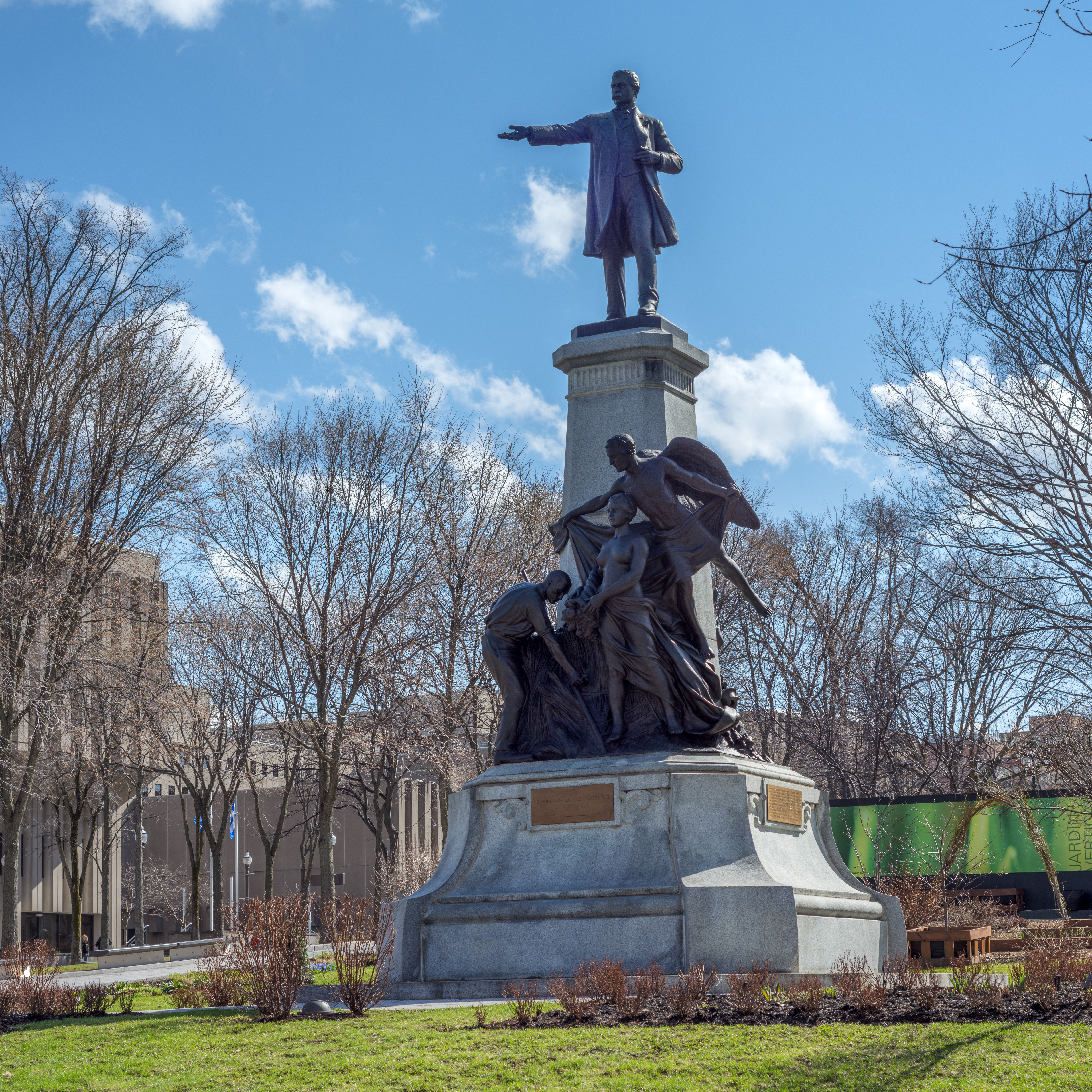
Honoré Mercier
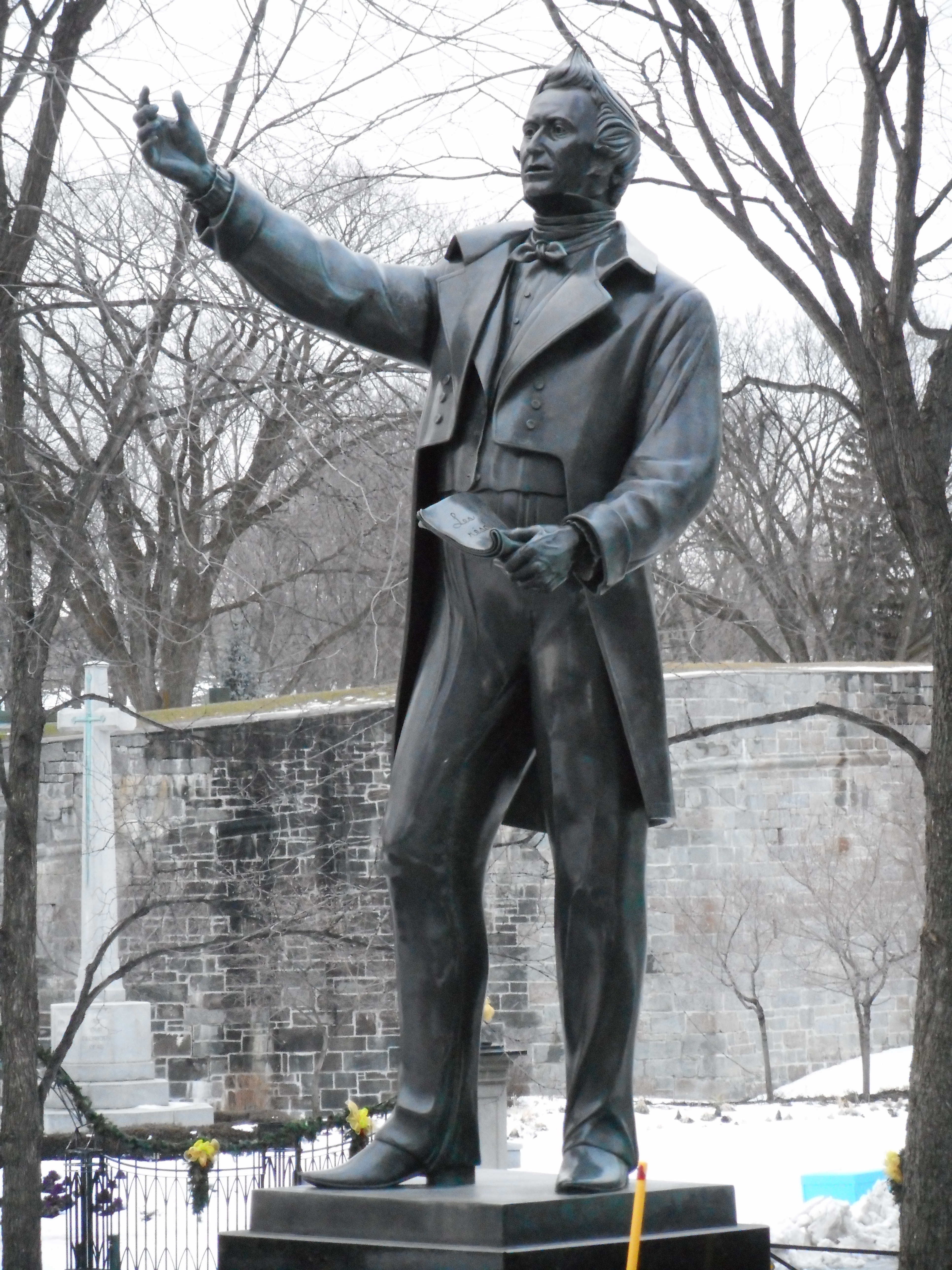
Papineau
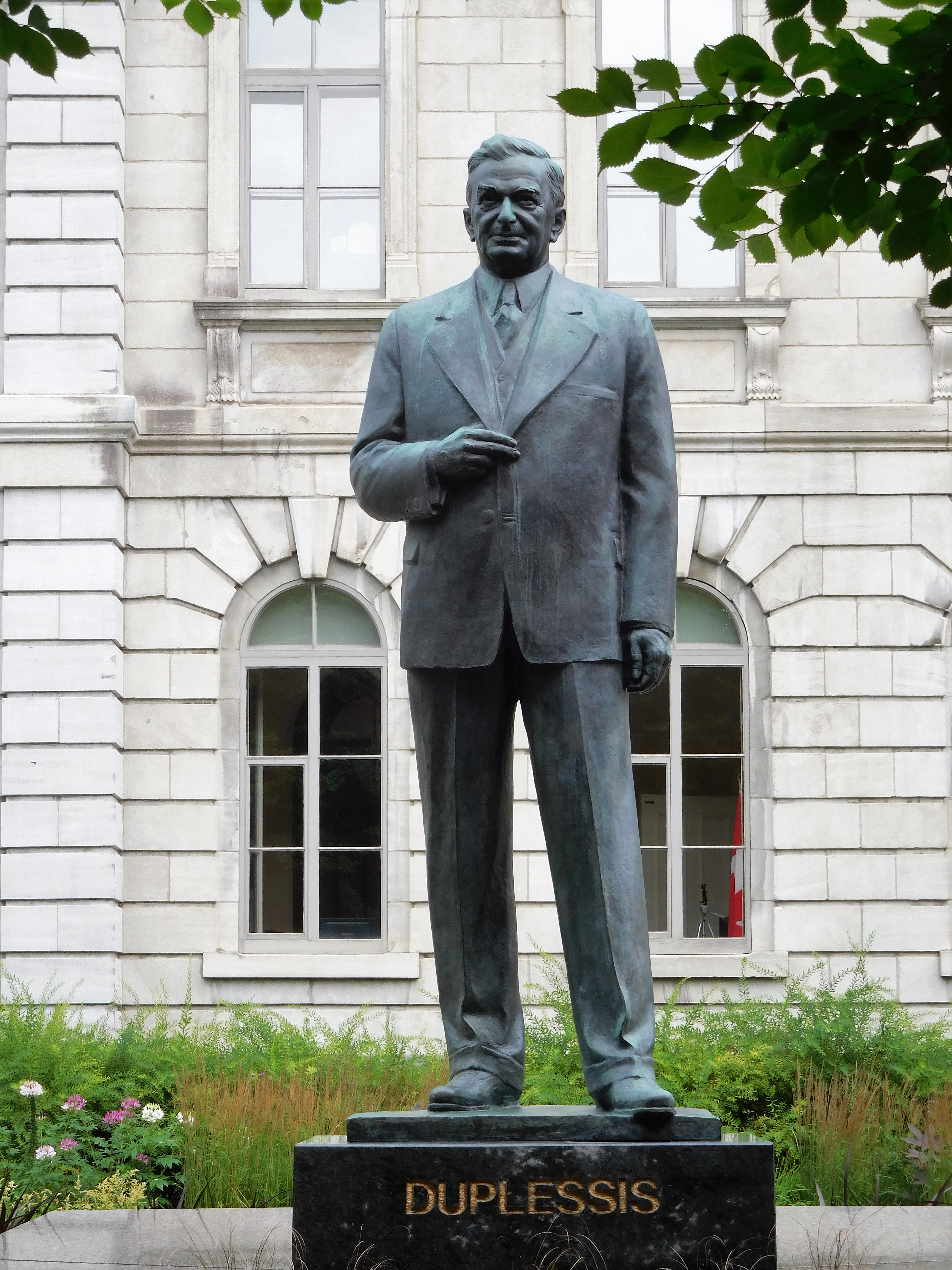
Duplessis
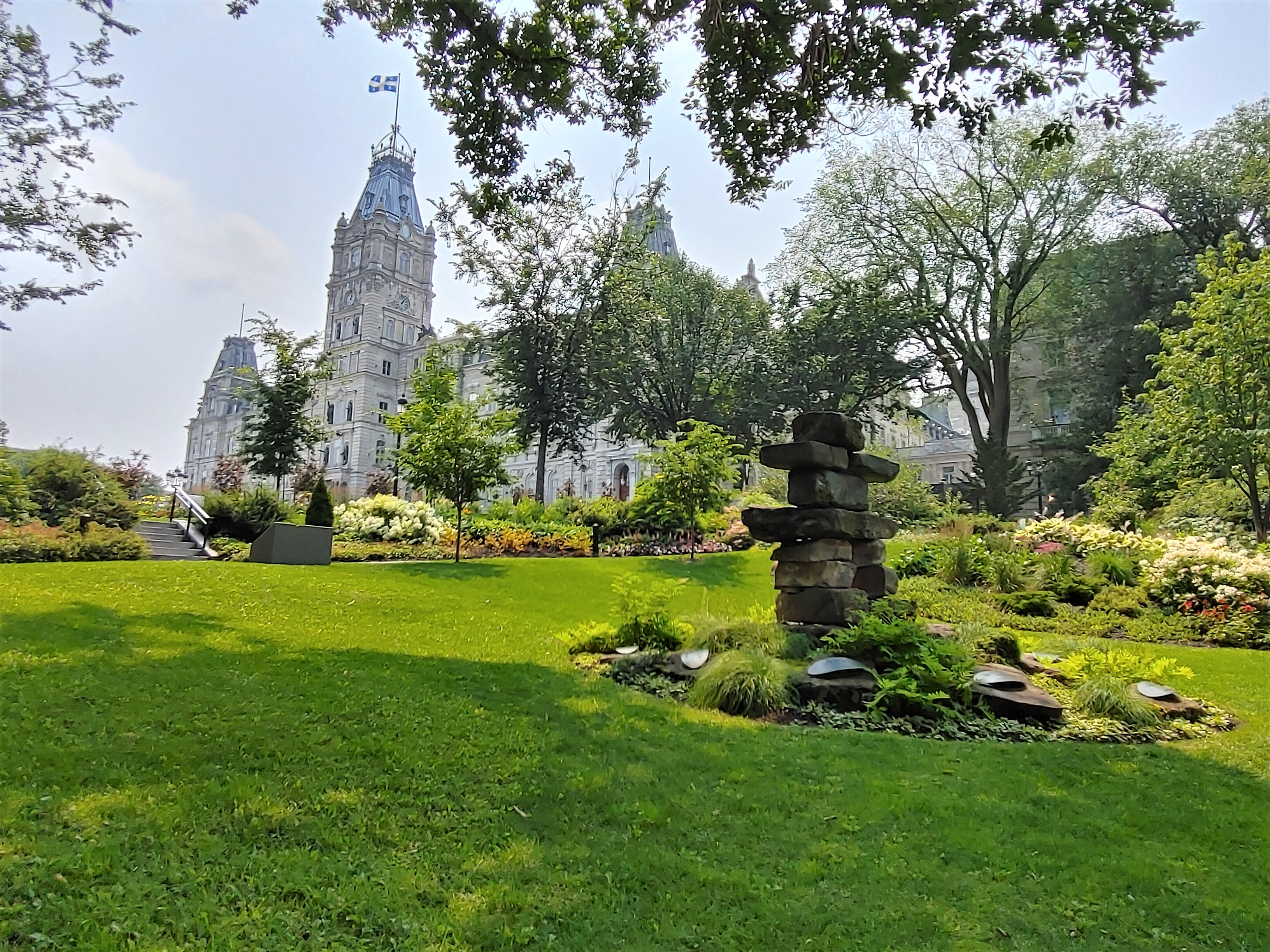
Inuksuk